# Emilia Tsoulfa
Emilia Tsoulfa (em grego:  Αιμιλία Τσούλφα; Atenas, 15 de maio de 1973) é uma velejadora grega, campeã olímpica e tetracampeã mundial da classe 470.

## Carreira
Tsoulfa representou seu país nos Jogos Olímpicos de 1996, 2000 e 2004 e 2020, na qual conquistou a medalha de ouro na classe 470 em Atenas 2004.